# Izlandi női labdarúgó-bajnokság (első osztály)
A Besta deild kvenna Izland professzionális női labdarúgó-bajnoksága, melyet 1972 óta rendeznek meg.

## Története
1972-ben írták ki az első női labdarúgó versenyt a szigetországban. Az első bajnoki rendszerben 1976-ban játszottak a csapatok oda-visszavágós mérkőzéseken. Több alkalommal is sor került rájátszásra, melyeken kieséses szisztéma alapján került ki a szezon győztese. 2023-tól a legjobb hat együttes további egy mérkőzést játszik ellenfeleivel, így döntve el a bajnoki cím sorsát, míg az alsóházban rekedt négy csapat az élvonalbeli tagságért küzd meg a többi gárdával.
A liga történetének legnézettebb mérkőzésére 2012. szeptember 4-én a Þórsvöllur stadionban került sor Akureyriben. A találkozón 1212 néző előtt a hazai Þór/KA 9–0 arányban bizonyult jobbnak a Selfoss gárdájánál.

## A 2024-es szezon résztvevői

### Csapatok adatai
| Klub               | Település     | Stadion           | Férőhely |
| ------------------ | ------------- | ----------------- | -------- |
| Breiðablik         | Kópavogur     | Kópavogsvöllur    | 3 009    |
| FH Hafnarfjörðar   | Hafnarfjörður | Kaplakrikivöllur  | 3 000    |
| Fylkir             | Reykjavík     | Würth völlurinn   | 1 800    |
| Keflavík           | Keflavík      | Nettó völlurinn   | 4 000    |
| Stjarnan           | Garðabær      | Samsung völlurinn | 1 400    |
| Tindastóll         | Sauðárkrókur  | Sauðárkróksvöllur | 2 500    |
| Valur Reykjavík    | Reykjavík     | Origo völlurinn   | 4 500    |
| Víkingur Reykjavík | Reykjavík     | Víkingsvöllur     | 2 000    |
| Þór/KA Akureyri    | Akureyri      | VÍS völlurinn     | 1 550    |
| Þróttur Reykjavík  | Reykjavík     | AVIS völlurinn    | 3 000    |

## Bajnokok
Az alábbi táblázat az izlandi női bajnokságok győzteseit tartalmazza.
| Szezon             | Lsz. | Bajnok              | Pont | Második             | Pont | Harmadik           | Pont | Gólkirálynő                                                                        |
| ------------------ | ---- | ------------------- | ---- | ------------------- | ---- | ------------------ | ---- | ---------------------------------------------------------------------------------- |
| Besta deild kvenna |      |                     |      |                     |      |                    |      |                                                                                    |
| 1972               | 8    | FH Hafnarfjörður    |      | Glímufélagið Ármann |      |                    |      |                                                                                    |
| 1973               | 8    | Glímufélagið Ármann |      | FH Hafnarfjörður    |      |                    |      |                                                                                    |
| 1974               | 11   | FH Hafnarfjörður    |      | ÍA Akranes          |      |                    |      |                                                                                    |
| 1975               | 8    | FH Hafnarfjörður    |      | Fram Reykjavík      |      |                    |      |                                                                                    |
| 1976               | 5    | FH Hafnarfjörður    | 15   | Breiðablik          | 13   | Fram Reykjavík     | 6    |                                                                                    |
| 1977               | 6    | Breiðablik          | 16   | Fram Reykjavík      | 15   | Valur Reykjavík    | 14   |                                                                                    |
| 1978               | 4    | Valur Reykjavík     | 10   | Breiðablik          | 8    | FH Hafnarfjörður   | 5    |                                                                                    |
| 1979               | 5    | Breiðablik          | 11   | Valur Reykjavík     | 9    | FH Hafnarfjörður   | 8    |                                                                                    |
| 1980               | 4    | Breiðablik          | 6    | Valur Reykjavík     | 4    | Keflavík           | 2    |                                                                                    |
| 1981               | 8    | Breiðablik          | 27   | ÍA Akranes          | 22   | Valur Reykjavík    | 19   | Ásta Breiðfjörð Gunnlaugsdóttir (Breiðablik) (33)                                  |
| 1982               | 6    | Breiðablik          | 17   | Valur Reykjavík     | 15   | KR Reykjavík       | 12   | Ásta Breiðfjörð Gunnlaugsdóttir (Breiðablik) (15)                                  |
| 1983               | 6    | Breiðablik          | 17   | Valur Reykjavík     | 15   | ÍA Akranes         | 12   | Laufey Sigurðardóttir (ÍA Akranes) (13)                                            |
| 1984               | 6    | ÍA Akranes          |      | Þór Akureyri        |      |                    |      | Erla Rafnsdóttir (Breiðablik) (11)                                                 |
| 1985               | 8    | ÍA Akranes          | 40   | Breiðablik          | 32   | Valur Reykjavík    | 23   | Ragnheiður Jónasdóttir (ÍA Akranes) (23)                                           |
| 1986               | 7    | Valur Reykjavík     | 36   | Valur Reykjavík     | 30   | ÍA Akranes         | 24   | Kristín Anna Arnþórsdóttir (Valur) (22)                                            |
| 1987               | 8    | ÍA Akranes          | 37   | Valur Reykjavík     | 35   | Stjarnan           | 28   | Ingibjörg Jónsdóttir (Valur) (16)                                                  |
| 1988               | 8    | Valur Reykjavík     | 38   | Stjarnan            | 27   | KR Reykjavík       | 27   | Bryndís Valsdóttir (Valur) (12)                                                    |
| 1989               | 7    | Valur Reykjavík     | 32   | ÍA Akranes          | 26   | KR Reykjavík       | 24   | Ásta Benediktsdóttir (ÍA Akranes) Guðrún Sæmundsdóttir (Valur) (12)                |
| 1990               | 6    | Breiðablik          | 24   | ÍA Akranes          | 22   | Valur Reykjavík    | 14   | Helena Ólafsdóttir (KR Reykjavík) (7)                                              |
| 1991               | 8    | Breiðablik          | 32   | Valur Reykjavík     | 31   | ÍA Akranes         | 29   | Laufey Sigurðardóttir (ÍA Akranes) (10)                                            |
| 1992               | 8    | Breiðablik          | 32   | ÍA Akranes          | 32   | Valur Reykjavík    | 31   | Guðný Guðnadóttir (Stjarnan) (15)                                                  |
| 1993               | 7    | KR Reykjavík        | 30   | Breiðablik          | 26   | Stjarnan           | 16   | Guðný Guðnadóttir (Stjarnan) (12)                                                  |
| 1994               | 7    | Breiðablik          | 40   | KR Reykjavík        | 32   | Valur Reykjavík    | 31   | Olga Færseth (Breiðablik) (24)                                                     |
| 1995               | 8    | Breiðablik          | 38   | Valur Reykjavík     | 36   | ÍA Akranes         | 25   | Margrét Rannveig Ólafsdóttir (Breiðablik) (13)                                     |
| 1996               | 8    | Breiðablik          | 42   | KR Reykjavík        | 32   | ÍA Akranes         | 29   | Ásthildur Helgadóttir (Breiðablik) (19)                                            |
| 1997               | 8    | KR Reykjavík        | 42   | Breiðablik          | 34   | Valur Reykjavík    | 28   | Olga Færseth (KR Reykjavík) (19)                                                   |
| 1998               | 8    | KR Reykjavík        | 39   | Valur Reykjavík     | 36   | Breiðablik         | 29   | Olga Færseth (KR Reykjavík) (23)                                                   |
| 1999               | 8    | KR Reykjavík        | 40   | Breiðablik          | 32   | Valur Reykjavík    | 31   | Ásgerður Hildur Ingibergsdóttir (Valur) (20)                                       |
| 2000               | 8    | Breiðablik          | 33   | KR Reykjavík        | 28   | Stjarnan           | 22   | Olga Færseth (KR Reykjavík) (26)                                                   |
| 2001               | 8    | Breiðablik          | 32   | KR Reykjavík        | 31   | ÍBV Vestmannaeyjar | 28   | Olga Færseth (KR Reykjavík) (25)                                                   |
| 2002               | 8    | KR Reykjavík        | 39   | Breiðablik          | 31   | Valur Reykjavík    | 30   | Olga Færseth (KR Reykjavík) Ásthildur Helgadóttir (KR Reykjavík) (20)              |
| 2003               | 8    | KR Reykjavík        | 36   | ÍBV Vestmannaeyjar  | 32   | Valur Reykjavík    | 29   | Hrefna Huld Jóhannesdóttir (KR Reykjavík) (21)                                     |
| 2004               | 8    | Valur Reykjavík     | 40   | ÍBV Vestmannaeyjar  | 32   | KR Reykjavík       | 30   | Margrét Lára Viðarsdóttir (Valur) (23)                                             |
| 2005               | 8    | Breiðablik          | 40   | Valur Reykjavík     | 36   | ÍBV Vestmannaeyjar | 24   | Margrét Lára Viðarsdóttir (Valur) (23)                                             |
| 2006               | 8    | Valur Reykjavík     | 39   | Breiðablik          | 36   | KR Reykjavík       | 30   | Margrét Lára Viðarsdóttir (Valur) (38)                                             |
| 2007               | 9    | Valur Reykjavík     | 46   | KR Reykjavík        | 43   | Breiðablik         | 29   | Margrét Lára Viðarsdóttir (Valur) (38)                                             |
| 2008               | 10   | Valur Reykjavík     | 51   | KR Reykjavík        | 48   | Breiðablik         | 35   | Margrét Lára Viðarsdóttir (Valur) (20)                                             |
| 2009               | 10   | Valur Reykjavík     | 44   | Breiðablik          | 39   | Þór/KA Akureyri    | 39   | Kristín Ýr Bjarnadóttir (Valur) (23)                                               |
| 2010               | 10   | Valur Reykjavík     | 45   | Þór/KA Akureyri     | 37   | Breiðablik         | 35   | Kristín Ýr Bjarnadóttir (Valur) (23)                                               |
| 2011               | 10   | Stjarnan            | 51   | Valur Reykjavík     | 42   | ÍBV Vestmannaeyjar | 34   | Ashley Bares (Stjarnan) (21)                                                       |
| 2012               | 10   | Þór/KA Akureyri     | 45   | ÍBV Vestmannaeyjar  | 38   | Stjarnan           | 38   | Elín Metta Jensen (Valur) (18)                                                     |
| 2013               | 10   | Stjarnan            | 54   | Valur Reykjavík     | 39   | ÍBV Vestmannaeyjar | 37   | Harpa Þorsteinsdóttir (Stjarnan) (28)                                              |
| 2014               | 10   | Stjarnan            | 49   | Breiðablik          | 41   | Þór/KA Akureyri    | 33   | Harpa Þorsteinsdóttir (Stjarnan) (27)                                              |
| 2015               | 10   | Breiðablik          | 50   | Stjarnan            | 45   | Selfoss            | 36   | Fanndís Friðriksdóttir (Breiðablik) (19)                                           |
| 2016               | 10   | Stjarnan            | 44   | Breiðablik          | 39   | Valur Reykjavík    | 39   | Harpa Þorsteinsdóttir (Stjarnan) (20)                                              |
| 2017               | 10   | Þór/KA Akureyri     | 44   | Breiðablik          | 42   | Valur Reykjavík    | 37   | Stephany Mayor (Stjarnan) (19)                                                     |
| 2018               | 10   | Breiðablik          | 46   | Þór/KA Akureyri     | 41   | Stjarnan           | 38   | Berglind Björg Þorvaldsdóttir (Breiðablik) (16)                                    |
| 2019               | 10   | Valur Reykjavík     | 50   | Breiðablik          | 48   | Selfoss            | 34   | Berglind Björg Þorvaldsdóttir (Breiðablik) (16)                                    |
| 2020               | 10   | Breiðablik          | 42   | Valur Reykjavík     | 40   | Fylkir             | 21   | Agla María Albertsdóttir (Breiðablik) Sveindís Jane Jónsdóttir (KR Reykjavík) (14) |
| 2021               | 10   | Valur Reykjavík     | 45   | Breiðablik          | 36   | Þróttur Reykjavík  | 29   | Brenna Lovera (Selfoss) (13)                                                       |
| 2022               | 10   | Valur Reykjavík     | 43   | Stjarnan            | 37   | Breiðablik         | 33   | Jasmín Erla Ingadóttir (Stjarnan) (11)                                             |
| 2023               | 10   | Valur Reykjavík     | 49   | Breiðablik          | 43   | Þróttur Reykjavík  | 35   | Bryndís Arna Níelsdóttir (Valur) (14)                                              |
| 2024               | 10   | Breiðablik          | 61   | Valur Reykjavík     | 60   | Víkingur Reykjavík | 36   | Sandra María Jessen (Þór/KA Akureyri) (22)                                         |

### Klubonként
|                     |               |    |    | |  |  |  |  |  |
| Breiðablik          | Kópavogur     | 19 | 15 | 1977, 1979, 1980, 1981, 1982, 1983, 1990, 1991, 1992, 1994, 1995, 1996, 2000, 2001, 2005, 2015, 2018, 2020, 2024 |  |  |  |  |  |
| Valur Reykjavík     | Reykjavík     | 14 | 13 | 1978, 1986, 1988, 1989, 2004, 2006, 2007, 2008, 2009, 2010, 2019, 2021, 2022, 2023                               |  |  |  |  |  |
| KR Reykjavík        | Reykjavík     | 6  | 6  | 1993, 1997, 1998, 1999, 2002, 2003                                                                               |  |  |  |  |  |
| Stjarnan            | Garðabær      | 4  | 3  | 2011, 2013, 2014, 2016                                                                                           |  |  |  |  |  |
| FH Hafnarfjörður    | Hafnarfjörður | 4  | 1  | 1972, 1974, 1975, 1976                                                                                           |  |  |  |  |  |
| ÍA Akranes          | Akranes       | 3  | 5  | 1984, 1985, 1987                                                                                                 |  |  |  |  |  |
| Þór/KA Akureyri     | Akureyri      | 2  | 2  | 2012, 2017 |  |  |  |  |  |
| Glímufélagið Ármann | Reykjavík     | 1  | 1  | 1973 |  |  |  |  |  |